# Rečica (Karlovac)
Rečica is een plaats in de gemeente Karlovac in de Kroatische provincie Karlovac. De plaats telt 1145 inwoners (2001).